# 藤原範能
藤原 範能（ふじわら の のりよし）は、平安時代後期から鎌倉時代初期にかけての公卿。名は教能とも表記される。藤原南家信西（通憲）流、少納言・藤原通憲（信西）の孫。参議・藤原脩範の長男。官位は従三位・大宰大弐。

## 経歴
仁安2年（1167年）叙爵。内舎人・尾張守・治部大輔・左兵衛佐・右近衛少将・但馬守・内蔵頭などを歴任した。建久元年（1190年）従三位・大宰大弐に叙任される。建久3年（1192年）大宰大弐を辞任し、建久7年（1196年）10月出家したが、その後の消息は不明。

## 系譜
- 父：藤原脩範
- 母：平範家の娘
- 妻：藤原実教の娘
- 妻：平業房の娘（母は高階栄子[注釈 1]）
  - 男子：藤原有能（1184-?） - 正三位
  - 女子：藤原修子[注釈 2]） - 三条公房妾、三条有子（安喜門院）の母
- 生母不詳の子女
  - 男子：藤原永隆
  - 男子：藤原道能
  - 男子：藤原通時
  - 男子：範海 - 三条公房養子
  - 男子：快真